# Чернівське
Чернівське́ — колишнє село в Україні, у Глухівському районі Сумської області. Населення становить 3 осіб. Орган місцевого самоврядування — Шалигинська селищна рада.
Зняте з обліку Рішенням Сумської обласної ради від 19 квітня 2013 року.
Село Чернівське розташоване в урочищі Чернівське на відстані 1 км від лівого берега річки Клевень. На відстані 1.5 км розташоване смт Шалигине.
До села примикають лісові масиви (дуб, береза, сосна).